# Jan Rymsza
Jan Albin Rymsza (ur. 1 marca 1896 w Bakałarzewie, zm. po 1940) – major piechoty Wojska Polskiego.

## Życiorys
Urodził się 1 marca 1896 w Bakałarzewie, w rodzinie Mateusza i Anny z domu Kapelko. Był bratem Aleksandra (ur. 1887), porucznika aptekarza Wojska Polskiego, działacza niepodległościowego, 18 października 1932 odznaczonego Krzyżem Niepodległości, magistra farmacji w Borysławiu.
19 sierpnia 1920 został zatwierdzony z dniem 1 kwietnia 1920 w stopniu kapitana, w piechocie, w grupie oficerów byłych Korpusów Wschodnich i byłej armii rosyjskiej. Służył wówczas w 28 Pułku Strzelców Kaniowskich.
W marcu 1921 p.o. szefa Oddziału IV (materiałowego) w Wojsku Litwy Środkowej. W czerwcu 1921 był przydzielony do Grupy Bieniakonie, a jego oddziałem macierzystym był 85 Pułk Piechoty. 3 maja 1922 został zweryfikowany w stopniu kapitana ze starszeństwem z 1 czerwca 1919 i 443. lokatą w korpusie oficerów piechoty. Później został przeniesiony do 35 Pułku Piechoty w Łukowie (od września 1925 w Brześciu nad Bugiem). 12 kwietnia 1927 został mianowany majorem ze starszeństwem z 1 stycznia 1927 i 5. lokatą w korpusie oficerów piechoty. W maju tego roku został przeniesiony do 82 Syberyjskiego Pułku Piechoty w Brześciu nad Bugiem na stanowisko dowódcy II batalionu, a w kwietniu 1928 przesunięty na stanowisko kwatermistrza.
We wrześniu 1930 został przeniesiony do Powiatowej Komendy Uzupełnień Łańcut na stanowisko pełniącego obowiązki komendanta. W marcu 1932 został zatwierdzony na stanowisku komendanta. W marcu 1934 został zwolniony z zajmowanego stanowiska i oddany do dyspozycji dowódcy Okręgu Korpusu Nr X, a z dniem 31 sierpnia tego roku przeniesiony w stan spoczynku.

## Ordery i odznaczenia
- Krzyż Niepodległości – 25 stycznia 1933 „za pracę w dziele odzyskania niepodległości”[24][25][1][26]
- Złoty Krzyż Zasługi – 7 czerwca 1939 „za zasługi na polu pracy społecznej”[27]
- Krzyż Zasługi Wojsk Litwy Środkowej – 3 marca 1926[28]
- Medal Zwycięstwa[29]